# 유고슬라비아 여권
유고슬라비아 여권(세르보크로아트어: Пасош Југославије / Pasoš Jugoslavije, 마케도니아어: Пасош на Југославија, 슬로베니아어: Potni list Jugoslavije)은 국제 여행을 목적으로 유고슬라비아 시민에게 발급되었다. 유고슬라비아 사회주의 연방공화국의 여권은 높이 평가되어, 이민자들이 동양과 다른 국가와 거래하는 유럽 기업들 사이에서 일자리를 구할 수 있었다. 또한, 유고슬라비아 여권은 냉전 당시 '동구권과 서구권을 모두 자유롭게 여행할 수 있는 몇 안되는 여권 중 하나였기 때문에 세계에서 가장 편리한 여권 중 하나'로 묘사되었다.
유고슬라비아 연방제 하에서, 각 구성 공화국들은 고유한 시민 등록부를 갖고 있었고, 다소 다른 종류의 여권을 발급하였다. 특히, 마케도니아 사회주의 공화국에서 발행된 유고슬라비아 여권은 세르보크로아트어가 아닌 마케도니아어와 프랑스어로 인쇄되었다. 코소보 사회주의 자치주에서 발행된 여권은 알바니아어, 세르비아어, 그리고 프랑스어로 인쇄되었다.

## 사진

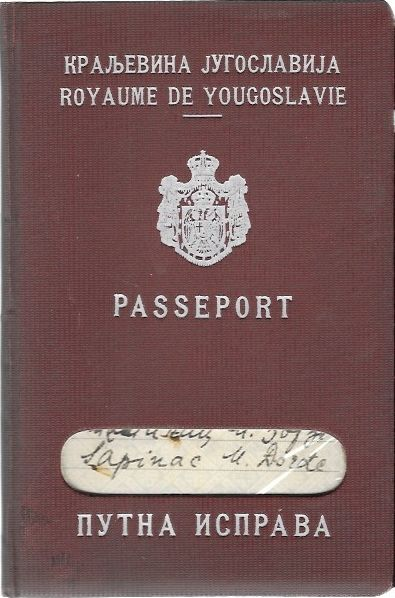
유고슬라비아 왕국 여권
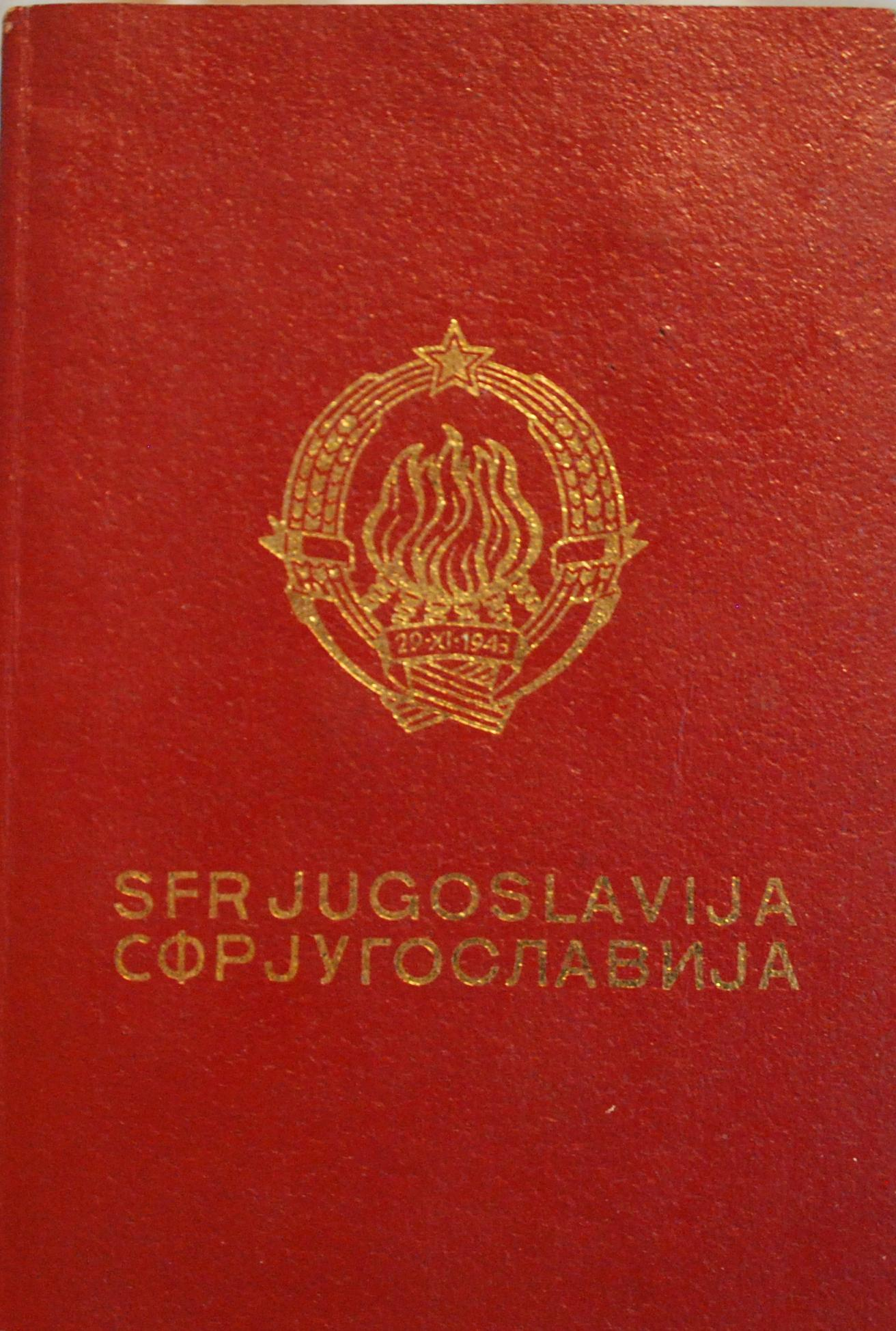
유고슬라비아 사회주의 연방공화국 여권

## 같이 보기
- 몬테네그로 여권
- 보스니아 헤르체고비나 여권
- 북마케도니아 여권
- 세르비아 몬테네그로 여권
- 세르비아 여권
- 슬로베니아 여권
- 코소보 여권
- 크로아티아 여권